# NGC 2322
NGC 2322 est une galaxie spirale barrée située dans la constellation du Lynx. NGC 2322 été découverte par l'astronome germano-britannique William Herschel en 1790

## Caractéristiques
Sa vitesse par rapport au fond diffus cosmologique est de 6 399 ± 54 km/s, ce qui correspond à une distance de Hubble de 94,4 ± 6,7 Mpc (∼308 millions d'al).
La classe de luminosité de NGC 2323 est I.